# Cordylanthus orcuttianus
Cordylanthus orcuttianus är en snyltrotsväxtart som beskrevs av Asa Gray. Cordylanthus orcuttianus ingår i släktet Cordylanthus och familjen snyltrotsväxter. Inga underarter finns listade i Catalogue of Life.